# هانس ديه
هانس ديه (بالنرويجية البوكمول: Hans Daae)‏ هو طبيب وكاتب نرويجي، ولد في 15 أكتوبر 1865 في كراغرو في النرويج، وتوفي في 10 ديسمبر 1926 في أوسلو في النرويج.